# The Guardian (газета, Шарлоттаун)
The Guardian — ежедневная газета, выходящая пять раз в неделю со вторника по субботу в Шарлоттауне, Остров Принца Эдуарда, Канада. Редакция располагается по адресу: 165 Prince Street.
Основана в 1870-х годах собственником пресвитерианским священнослужителем Стивеном Г. Лоусом под наименованием «The Presbyterian and Evangelical Protestant Union». Современное название газета получила в 1887 году.
В 1950-х годах после смены владельцев газету приобрела медиагруппа «Thomson Corporation». В последующем газета несколько раз меняла собственников: в 1996 году она перешла в собственность «Southam Newspapers», в 2000 году — в собственность «Canwest Global Communications», в 2002 году газету купила компания «Transcontinental» и в апреле 2017 года была продана компании «SaltWire Network» (дочерняя организация компании «The Chronicle Herald» в Галифаксе).
Газета является главным печатным ежедневным изданием в Шарлоттауне. Несмотря на то, что слоган газеты «Covers the Island like the dew» (Освещает остров как роса) претендует на освещение событий по всему Острову Принца Эдуарда, на западе острова в Самерсайде выходит газета «Journal Pioneer» и на востоке в Монтегю издаётся газета «Eastern Graphic».
В Шарлоттауне с 1864 года издавалась газета «The Evening Patriot», которое выходило с 1864 до 1995 года. Первоначально «The Evening Patriot» была самостоятельным изданием, придерживающимся либеральных взглядов. В 1950-х годах перешла в собственность «The Guardian» и выходила до 1995 года в качестве воскресного приложения.
В настоящее время «The Guardian» печатается в Галифаксе. В 2000 году ежедневный тираж газеты составлял 18 тысяч экземпляров. Главный редактор и издатель — Jocelyne Lloyd.
26 июля 2024 года компания «Postmedia» заключила сделку о покупке «SaltWire Network».